# Haemogregarina acanthoclini
Haemogregarina acanthoclini is een soort in de taxonomische indeling van de Myzozoa, een stam van microscopische parasitaire dieren. Het organisme komt uit het geslacht Haemogregarina en behoort tot de familie Haemogregarinidae. Haemogregarina acanthoclini werd in 1953 ontdekt door Laird.